# Biblioteca Electronică Maghiară
Biblioteca Electronică Maghiară (în maghiară Magyar Elektronikus Könyvtár, abreviată MEK) este una dintre cele mai vaste biblioteci digitale de texte maghiare, fiind alcătuită dintr-o mare varietate de surse primare și secundare. Conține mii de lucrări complete în domeniul științelor umaniste și sociale. Printre subiectele acoperite sunt știința, matematica, tehnologia, artele și literatura. Majoritatea textelor sunt în limba maghiară, dar unele dintre ele au fost traduse în limba engleză.

## Legături externe
- Site-ul oficial